# Silvano Agosti
Silvano Agosti (n. 1938) cineasta italiano de Brescia.

## Biografía
Asistió al Centro Experimental de Cinematografía de Roma, donde tuvo como compañeros a Marco Bellocchio y Liliana Cavani, se graduó allí en 1962  .Fue galardonado con el Ciak de Oro como mejor estudiante por el Presidente de la República. Con la beca obtenida gracias a este premio, Agosti optó por ir a Moscú a la institución estatal de Cine de la Unión Soviética  para especializarse en la edición, estudiando al mismo tiempo el trabajo de Sergej Ėjzenštejn. Después de trabajar en guion, diálogos y edición (bajo el seudónimo de "Aurelio Mangiarotti"), así como la creación de música de fondo, junto con Ennio Morricone, 1967 Agosti hizo su debut como director con la película "El Jardín de las delicias", película donde hace uso de la música de Ennio Morricone. 
"El Jardín de las Delicias" fue invitada a la Exposición Universal de Montreal como una de las diez mejores películas producidas en el mundo en ese año, a pesar de la censura de la que fue sometida en Italia. Durante los años de protestas documenta los movimientos de jóvenes romanos, a continuación, recogidos en video-antología "Taking Back Vida". Después grabó "El secreto" (1970) con Irene Papas y Francisco Rabal. Fue testigo de la resistencia griega, y en 1973 creó en Atenas "Otros seguirán" producida por la televisión sueca. En 1974, en Brescia grabó documental sobre el bombardeo Piazza della Loggia.
Desde mediados de los años setenta se acerca al tema de la locura con Bellocchio, Sandro Petraglia y Stefano Rulli. La película se rodó hospital psiquiátrico Colorno, cerca de Parma, y ofrece una nueva interpretación de cine documental y ficción centrada en el manicomio, inspirado en la teoría de Franco Basaglia. De 1976 a 1978 fue profesor en aumento en el Cine Centro Experimental, pero decidió renunciar debido a la incompatibilidad con las directivas del instituto.
En los años setenta produce "El planeta azul", el debut cinematográfico de Franco Piavoli, que se proyectará con éxito en Venecia en 1982: Tullio Kezich pide irónicamente una ley que requiera que todos los italianos la vean. Agosti trató de distribuir la película en Roma, pero encontró falta de interés de los operadores
En 1983 termina "Investigación sobre la sensibilidad, la sensualidad y el amor" en Parma, grabado en dos años. Como productor,  Agosti continúa con 11 Marzo, una cooperativa que va a producir todas sus películas.
En cuanto a la actividad literaria, Agosti ha firmado varias novelas y textos de poesía. Parte de su producción: "The Bullet Man" (nominado para el Premio Strega), "Buscador de rocío" (nominado para el Premio Strega), "Huevos Carnation", "La razón pura", "El juez", "La víctima", "El asesino", "El mero olvido"( candidato para el Premio Strega), Cartas de Kirguistán, el baile de lo invisible; las nubes trilogía poética, encantamiento, el ambiente placentero; los cuentos de luz de la luna y la película manual de Breviario, "Cómo hacer una película sin dinero o para entender mejor esto sin siquiera gastar un solo euro".
Para la RAI ha hecho la serie: "30 años de abandono y 40 años de olvido" con los materiales acumulados por sí mismo en la década 1968 - 1978. También ha colaborado en varios programas de televisión de Fabio Volo. Durante cuarenta años, alternando viajes a la India, los EE.UU. y Canadá, ha vivido y trabajado en Roma. En su película Agosti prefieren no utilizar un equipo tradicional [2] y cuidar de los papeles más productivos, incluyendo la fotografía y la edición personalmente [5], en la creencia de que un director debe supervisar todos los aspectos de la creación de una obra para evitar que la idea original se ve comprometida por la intervención de muchas personas. En la actualidad trabaja como proyeccionista en el cine logró [6]. Durante los últimos tres años se ha hecho una solicitud formal para la UNESCO y las Naciones Unidas pidiendo al ser humano a ser proclamado Patrimonio de la Humanidad [7]. En 2013, el Festival de Cine de los Pueblos y religiones, concebido por Mons.

## Filmografía

### Director

#### Cortometrajes
- Requiem (1960)
- Il matrimonio di Vivina (1960)
- La veglia (1962)
- Bolle (1963)
- Violino (1965)
- Altri seguiranno (1973)
- Prima del silenzio (1989)
- Frammenti di vite clandestine (1991)

#### Largometrajes
- Il giardino delle delizie (1967)
- N.P. - Il segreto (1971)
- Purgatorio (1973) - co-regia con M. Meschke
- Nel più alto dei cieli (1977)
- Quartiere (1987)
- Uova di garofano (1992)
- L'uomo proiettile (1995)
- La seconda ombra (2000)
- La ragion pura (2001)
- Le quattro stagioni (2006)

#### Documentales
- Il Volo (1975)
- Matti da slegare (1975) codirigida con Marco Bellocchio
- Prendiamoci la vita (dal '68 al '78)
- La macchina cinema (1979) co-regia di Marco Bellocchio, Sandro Petraglia e Stefano Rulli
- Runaway America (1982)
- L'addio a Enrico Berlinguer (1984) co-regia di Ugo Adilardi
- D'amore si vive (1984)
- Il leone d'argilla (1993)
- Trent'anni di oblio (1998)
- La seconda infanzia (1998)
- C'ero anch'io - Frammenti di lotte di strada (1998)
- Dario Fo - Un ritratto (2002)
- Guccini e Nomadi: "Un Incontro" (2010)
- Altri seguiranno (1973 - 2011)
- Il fascino dell'impossibile (2015)

### Guionista
- Il giardino delle delizie (1967)
- N.P. il segreto (1971)
- Donna è bello (1974)
- Nel più alto dei cieli (1977)
- Quartiere (1987)
- Uova di garofano (1992)
- Il leone d'argilla (1993) - documentario
- L'uomo proiettile (1995)
- La seconda infanzia (1998) - documentario
- La seconda ombra (2000)
- La ragion pura (2001)
- Le quattro stagioni (2006)

### Actor
- La febbre (2005)
- Hans (2006)
- Il mistero di Dante (2014), di Louis Nero